# ونش
ونش (بالإنجليزية: Vanesh)‏ هي منطقة سكنية تقع في إيران في Adaran Rural District.